# Alexei Sayle
Alexei David Sayle, född 7 augusti 1952 i Liverpool, Merseyside är en brittisk komiker och skådespelare.

## Rollista i urval
- 1982–1984 – Hemma värst (TV-serie)
- 1982 – Whoops Apocalypse (TV-serie)
- 1983 – Gorkijparken
- 1985 – Frankensteins brud
- 1986 – Hoppsan, vem tryckte på knappen?
- 1987 – Mot pyramidens topp
- 1988–2016 – The Comic Strip (TV-serie)
- 1989 – Indiana Jones och det sista korståget
- 1992 – Kom igen Columbus
- 1993 – Reckless Kelly
- 2015 – Gamla snutar, nya spår (TV-serie)
- 2021 – Casualty (TV-serie)